# 路易斯·埃尔南德斯
路易斯·埃尔南德斯（Luis Arturo Hernández Carreón，1968年12月22日—），墨西哥前足球員，司職前鋒，乃墨西哥史上最偉大的足球員之一。

## 生平
埃尔南德斯早年出身於墨西哥聯賽球會，几乎終其一生都只是在墨西哥聯賽球會效力，比較突出的是曾於1997年間效力阿根廷著名球會小保加。而他亦是一位大器晚成的球員，要到1997年美洲國家杯中才嶄露頭角，當屆他平均一場比賽入兩球，受到阿根廷球王馬拉當納稱讚。赫尔南德斯在1997年和1998年，两度当选墨西哥足球先生。獲得獎項則包括世界联合会杯冠军、墨西哥超级杯冠军、美洲國家杯最佳射手。
作為前鋒，埃尔南德斯擁有全面的技術，進政和把握機會的能力非常突出，唯一受到批評的是較為「獨食」，不肯跟隊友合作，而他亦以違反教練指示而聞名。不過在強調個人技術以及主打短傳配合的墨西哥國家隊，埃尔南德斯是得分器。1998年世界杯乃埃尔南德斯最出色一屆，當屆他取得4個入球，分別於分組賽以3-1打敗南韓，並以2-2迫和世界級強隊荷蘭，出線十六強。
世界杯後埃尔南德斯被像曼聯等世界級球會斟介，但最後他卻只是加盟美國聯賽球會洛杉磯銀河。他被银河俱乐部主席蒂姆·莱韦誉为“将成为美国职业大联盟5年的历史上加盟的“最重要的和最好的球员之一”。

## 外部連結
- International statistics （页面存档备份，存于） at rsssf
- 路易斯·埃尔南德斯在 National-Football-Teams.com 上的出场纪录